# 富山地方鉄道14750形電車
富山地方鉄道14750形電車（とやまちほうてつどう14750がたでんしゃ）は、かつて富山地方鉄道に在籍した電車の一形式である。
1948年に日本車輌製造で4両が製造された。

## 車体構造
製造当時における運輸省規格形の車体を持つ18m2扉車。吊り掛け駆動方式である。主電動機は定格110kW級の東洋電機製造TDK-528系で、これをやはり東洋製の電動カム軸制御器で制御する。
両運転台、ウインドシル・ヘッダー付の半鋼製車体であった。乗務員扉が引き戸になっているため、乗務員扉と客用扉の間にある3枚の窓のうち各扉に隣接する両側2枚は戸袋窓である。後年、更新時にモハ14753・モハ14755はノーシル外板となっている。
内装は、扉間が固定クロスシート、車端部はロングシートであった。

## 運用
登場当時はモハ1500形・クハ1050形の形式名で、クハも両運転台であった。1949年（昭和24年）の一斉改番で地鉄独特の出力規準ナンバーに改番されてモハ14750形・クハ160形となり、さらにその後クハ160形も電装されてモハ14751 - 14755（14754は忌み番として欠番）に編入・整理された。低速・低出力車の多かった当時の富山地鉄保有車の中では突出した大出力を活かし、勾配の多い宇奈月・立山直通の運用で威力を発揮した。
1958年（昭和33年）ごろに上市方妻面に貫通扉を新設。1962年（昭和37年）にはブレーキを電磁直通ブレーキ（HSC）に改造して、10020形・14760形以外の全てのカルダン車との連結も可能になった。また、その際に同様の改造を受けた2代目クハ160形（元射水線用モハ1201・クハ1301→デハ12053・クハ151）を専属の増結用車両として使用するようになった。
さらに台車の更新（日本車両D-16からNP-4へ）で旧型のイコライザータイプからウイングばねの台車となり、外板も張り替えられるなど、昭和40 - 50年代にかけ、旧型電車では通常あまり行われない徹底したアップグレードを施され続けた。1984年（昭和59年）には前照灯がシールドビーム2灯式に改造され、上市方妻面もモハ14753を除いて再び非貫通に改造された。

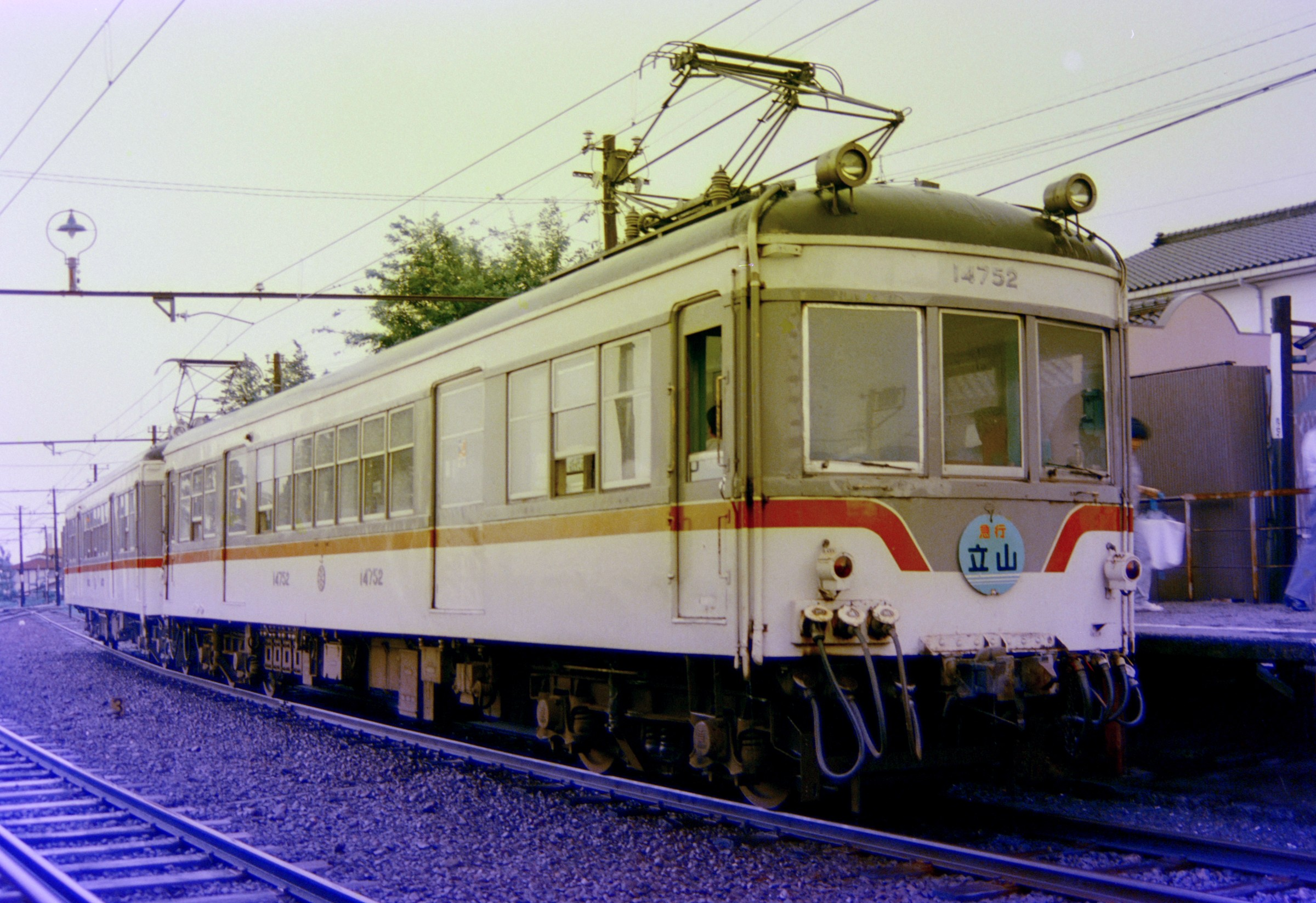
改装・台車換装後のモハ14752
（1988年）

1970年代以降、名古屋鉄道譲受車の14710形の大量導入、更に1979年（昭和54年）からの14760形増備に伴い、富山地鉄では昭和初期から30年代にかけて製造・譲受した雑多な形態・性能の在来旧型電車を大量淘汰した。だが、出力が大きく単行運転可能で、カルダン駆動車との併結も可能な14750形だけは例外的に淘汰の対象外となり、戦後の混乱期に製造された車齢40年級の吊り掛け駆動の古典車でありながら、数少ない両運転台車としての機動性を活かし、継続して活用され続けた。
平成の年代に入ってからも立山線の特急に用いられることもあり、「地鉄の主」的な存在であったが、10030形の導入に伴い、1994年（平成6年）までに全車廃車された。